# Chomutov
Chomutovⓘ (niem. Komotau) – miasto w Czechach, w kraju usteckim. Według danych z 2024 roku powierzchnia miasta wynosiła 2926 ha, a liczba jego mieszkańców 47 023 osób (21. miejsce w Czechach).

## Demografia
| Rok             | 1970   | 1980   | 1991   | 2001   | 2003   | 2022   | 2024   |
| --------------- | ------ | ------ | ------ | ------ | ------ | ------ | ------ |
| Liczba ludności | 39 905 | 51 769 | 53 107 | 51 007 | 50 251 | 46 263 | 47 023 |

Źródło: Czeski Urząd Statystyczny

## Gospodarka
W mieście rozwinął się przemysł szklarski, chemiczny oraz hutniczy.

## Sport
- Piráti Chomutov – klub hokejowy

## Transport
W mieście działa sieć trolejbusowa łącząca je z pobliskim Jirkovem.

## Urodzeni w Chomutovie
- František Josef Gerstner (1756–1832), inżynier
- Petr Klíma (1964–2023), hokeista
- Pavla Hamáčková-Rybová (1978-), tyczkarka
- Nikola Hofmanova (1991-), austriacka tenisistka
- Simona Kubová (1991-), pływaczka

## Galeria

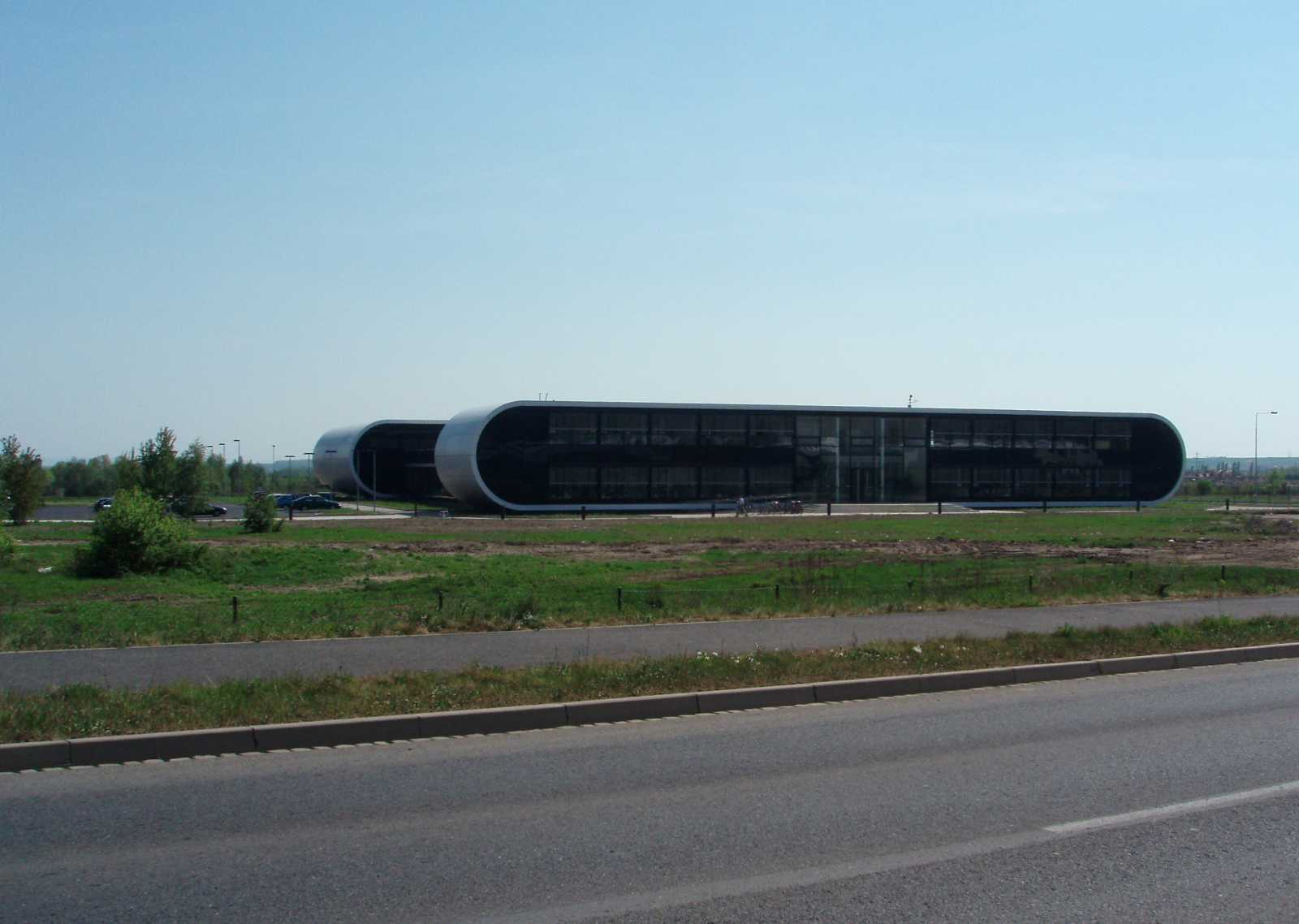
Budynek w strefie przemysłowej
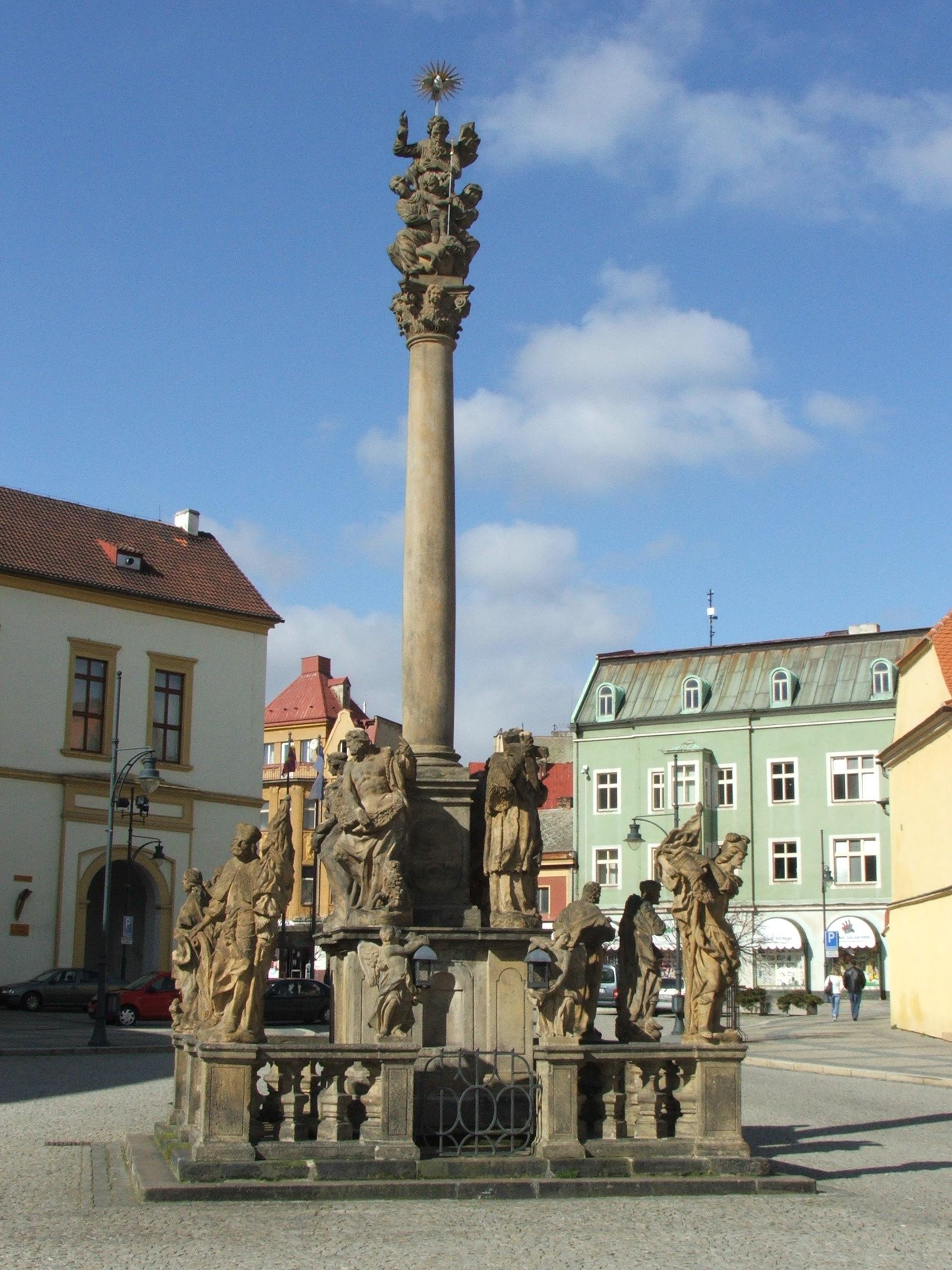
Barokowa kolumna wotywna
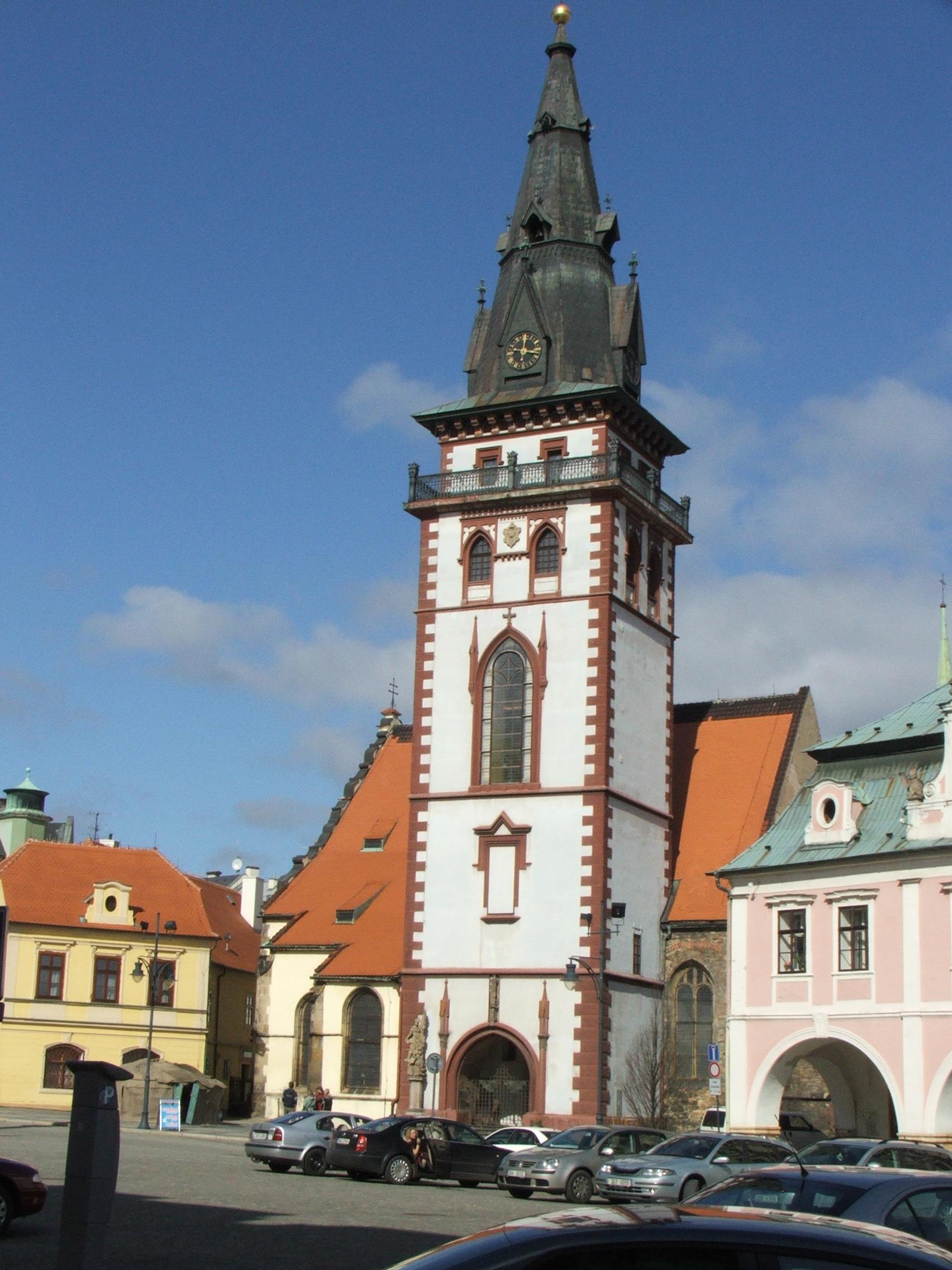
Ratusz

## Współpraca
- Niemcy: Annaberg-Buchholz, Bernburg, Lauda-Königshofen
- Włochy: Arenzano
- Słowacja: Trnawa